# کو-اپوریتیو بنک
کو-اپوریتیو بنک (انگلیسی: The Co-operative Bank) شرکت خدمات مالی و بانکداری بریتانیایی است، که در سال ۱۸۷۲ تأسیس شد.